# 楊秀
楊秀（570年代—618年4月11日），隋文帝楊堅的第四子，封蜀王，後降为庶民。

## 生平
楊堅和皇后獨孤伽羅的儿子，有胆气，容貌瑰伟，美须髯，多武艺。性情暴烈，甚至“生剖死囚，取胆为乐”。581年，隋朝建国，立为越王，不久，徙封蜀王，任柱国、益州刺史、益州总管，都督二十四州諸軍事。582年，以本官，進位上柱国、西南道行台尚書令。592年，任内史令、右領軍大将軍。再出鎮蜀地，文帝又派元巖为益州长史，益州大治。
开皇十三年，元巖卒于官。楊秀日渐奢靡骄纵，造浑天仪，多捕山獠充当宦官，車馬衣服違反制度兴建宮殿比拟皇帝。皇太子楊勇被废，晋王楊广立为皇太子，楊秀对二哥楊广不满。楊广与楊素派使者探查楊秀的罪状，密告他谋反。
602年十二月，因被杨广、杨素诬陷使用巫蛊诅咒文帝及幼弟汉王杨谅，被剥奪官爵贬为庶民软禁于内侍省，不许与妻儿相见。杨秀上表请求原谅，求见最爱的儿子爪子，文帝更生气了，下诏说杨秀有十大罪，还说：“我不知道‘杨坚’、‘杨谅’是你的什么亲戚。”但後来还是允许杨秀与諸子相处。文帝感嘆說：「元巖若在，吾兒豈有是乎！」
煬帝楊广即位後，禁錮如初，不过隋炀帝都一直把他带在身边囚禁于骁果营。618年，宇文化及弑煬帝，欲立楊秀为皇帝，众議不许，于是楊秀及其七个儿子都被殺害。

## 家庭

### 妻妾
- 河南長孫氏，王妃，隋朝上柱国、泾州刺史、薛国公長孫覽之女
- 寵嬖 美人董氏（578年－597年8月31日），杨秀亲自为她撰写《董美人墓志铭》。

### 子女
- 七子，皆为宇文化及所杀

## 延伸阅读
[在维基数据编辑]
 《北史·卷071》，出自李延壽《北史》
 《隋書·卷45》，出自魏徵《隋书》

## 传記資料
- 《隋書》卷四十五·列传第十
- 《北史》卷七十一·列传第五十九